# منتزه خنيفرة الوطني
منتزه خنيفرة الوطني هو منتزه وطني في وسط المغرب، شرق مدينة خنيفرة، تم إنشاء الحديقة في عام 2008 بمساحة إجمالية 842 كيلومتر مربع (325 ميل2). وتقع بحيرة أكلمام عزيزة وبحيرة أكلمام سيدي علي داخل حدودها.

## معرض صور

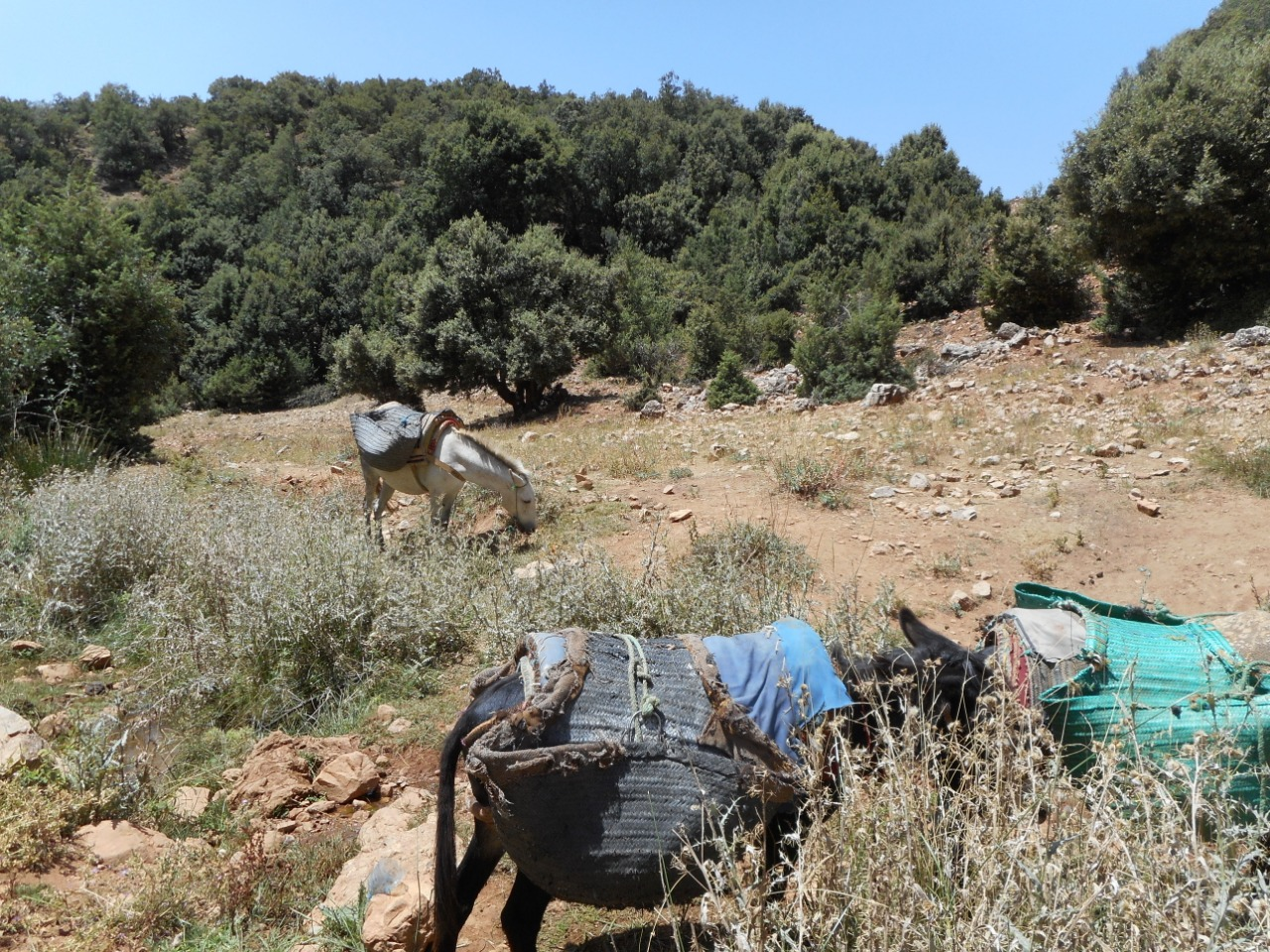
حمير وبغال قرب بحيرة تيغلمامين بمنتزه خنيفرة الوطني